# Chapelle des Ursulines (Ancenis-Saint-Géréon)
Pour les articles homonymes, voir Chapelle des Ursulines.
La chapelle des Ursulines ou chapelle Saint-Joseph est une chapelle rattachée au  Couvent des Ursulines située dans la commune française de Ancenis-Saint-Géréon dans la Loire-Atlantique.

## La chapelle
Tout le décor ancien de la chapelle a disparu, ne subsiste qu'une très belle charpente et au chevet, très en hauteur, des décors peints. La chapelle sert de lieu d'exposition. 

### Histoire
La construction de la chapelle remonte à l'arrivée des Ursulines à Saint-Géréon en 1642,Interprétation abusive ?.
La chapelle en ruine, dont il ne subsistait que deux pans de murs, fut l'un des derniers chantiers de réhabilitation de l'ancien couvent devenue une caserne lors de la Révolution (les bâtiments furent rachetés par la municipalité d'Ancenis après le départ des militaires en 1995). Reconstruite, elle accueille depuis des concerts et d'exposition d'art contemporain.
La chapelle, comme le reste des éléments conventuels sont classés au titre des monuments historiques en 1990.